# Casa dei Ceii
La casa dei Ceii è una casa di epoca romana, sepolta durante l'eruzione del Vesuvio del 79 e ritrovata a seguito degli scavi archeologici dell'antica Pompei: chiamata anche casa della Caccia, casa di Fabia e Tiranno o casa della Regina Elena, deve il suo nome alla famiglia che l'abitava, quella dei Ceii.

## Storia
La casa dei Ceii fu edificata alla fine del II secolo a.C., al termine del periodo sannitico, come testimoniato dall'utilizzo di metodi architettonici, classici di quella popolazione: all'inizio del I secolo, quando presumibilmente apparteneva a Lucius Ceius Secundus, edile nel 76 e duoviro nel 78, subì una pesante ristrutturazione che portò al rifacimento di tutte le pitture interne in terzo stile. I lavori di ammodernamento, come la costruzione di un piano superiore, non erano ancora completati, anche se il ritrovamento di oggetti di uso quotidiano ha confermato che l'abitazione era normalmente utilizzata, quando nel 79, venne seppellita sotto una colte di ceneri e lapilli, a seguito dell'eruzione del Vesuvio. Saccheggiata già probabilmente al termine del fenomeno eruttivo, venne riportata alla luce tra il marzo 1913 e l'agosto 1914, con altre campagne di scavo effettuate nel 1982.

## Descrizione
La casa, che si affacciata sul vicolo del Menandro, ha un'estensione di duecentoottantotto metri quadrati ed ha l'architettura delle tipiche abitazioni a schiera del quartiere; la facciata presenta elementi architettonici tipici dell'architettura sannitica, come le due lesene che inquadrano il portale d'ingresso che terminano con capitelli cubici, i quali sorreggono un architrave con cornice dentellata, il tutto sormontato da una tettoia: il resto della facciata, nella quale si aprono due finestre, conserva la rifinitura a stucco disposta a finto opus quadratum e su di essa, al momento dello scavo, erano dipinte nove iscrizioni elettorali, e da una, quella inneggiante a L. Ceius, ne è derivato il nome.

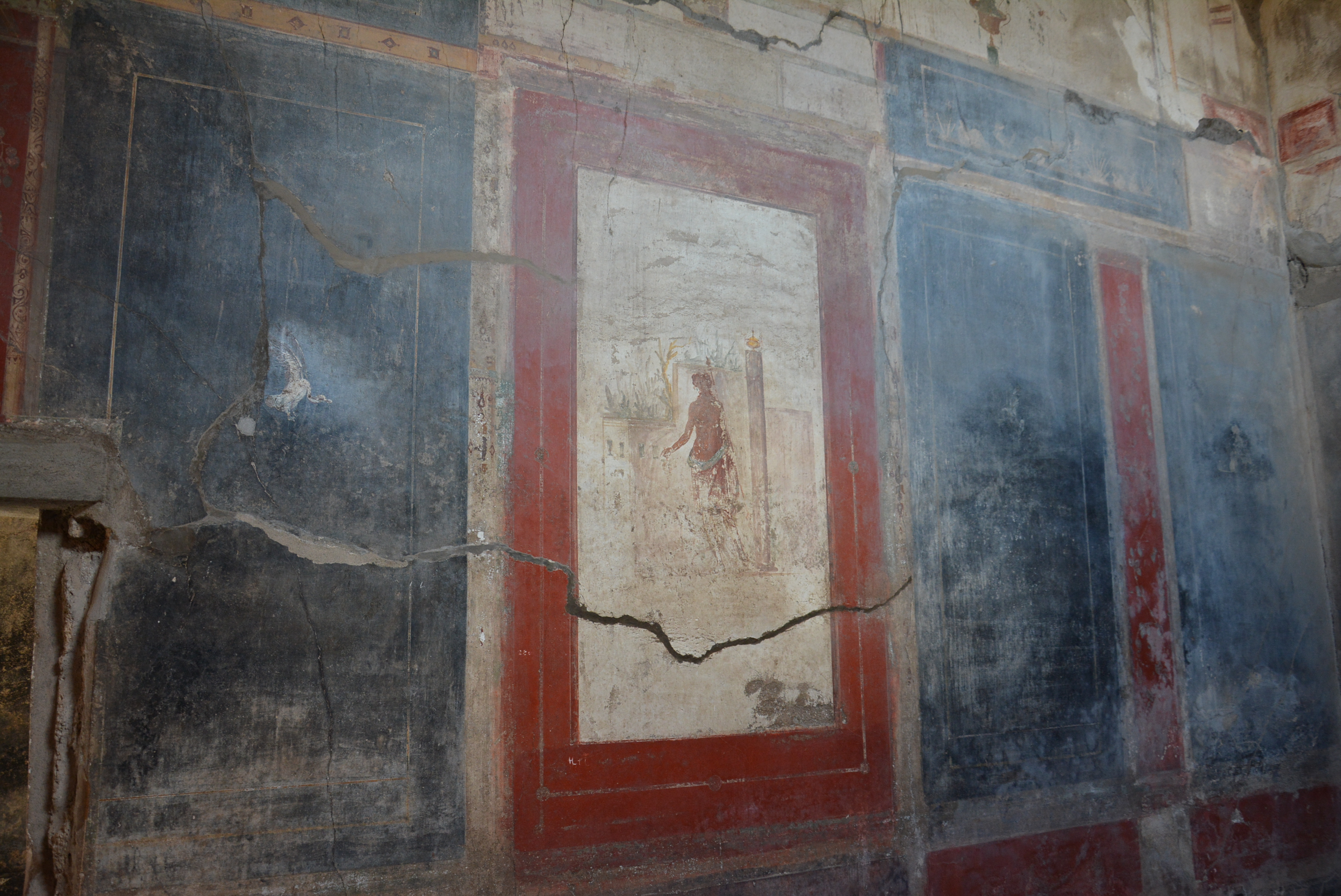
Affresco di un cubicolo

Superato il portale d'ingresso, di cui è stato possibile ricavare il calco in cemento, a due battenti e con l'aggiunta di elementi in ferro originali, si accede alle fauci, con pareti affrescate in terzo stile, così come nel resto dell'abitazione, con pannelli rossi su fondo bianco e zona superiore in bianco arricchita con raffigurazioni di elementi architettonici; anche il soffitto presenta degli affreschi. Una probabile porta a tre ante, divideva le fauci dall'ambiente successivo, ossia l'atrio: questo è di tipo tetrastilo, con impluvium centrale realizzato con pezzi di anfora e arricchito, a seguito del restauro del I secolo, da bordi in marmo; il pavimento, uguale poi nel resto della casa, è in cocciopesto con l'inserto di tessere bianche, mentre le pareti hanno affreschi in rosso e nero e zona superiore in bianco, sempre con la presenza di elementi architettonici: nell'ambiente sono stati ritrovati un tavolo circolare in marmo, un puteale, doveva esserci un armadio in legno e, sotto una scala, posta lungo parete sinistra, che permetteva di raggiungere il costruendo piano superiore in opus craticium, erano conservate undici lucerne in terracotta, una in ferro ed una lanterna in bronzo.
Le camere che si affacciano sull'atrio sono presenti solo sul lato sud e su quello nord: lungo il lato sud, sulla destra, si apre un cubicolo, illuminato da due finestre, con zoccolatura nera, pannelli centrali verdi e rossi e zona superiore gialla con disegni di elementi architettonici ed in particolar modo spicca un quadretto raffigurante una Poetessa che istruisce una suonatrice di cetra, mentre l'ambiente sulla sinistra si ritiene essere una cucina con una latrina, nel quale sono stati ritrovati resti di una statua a grandezza naturale, una colomba in marmo con piedi in ferro, ma mancante di testa, e vasi in ceramica. Le camere sul lato nord sono invece il tablino ed il triclinio: il tablino, che si affaccia direttamente sul giardino, non presenta decorazioni, in quanto a seguito dei lavori per la costruzione del piano superiore, era in attesa di essere affrescato, anche se presenta una pavimentazione in cocciopesto la cui parte centrale è decorata con un mosaico riproducente motivi geometrici che incorniciano piastrelle romboidali in marmo policromo; il triclinio invece presenta una pavimentazione simile a quella del tablino, ma al centro è in opus sectile, mentre le pareti sono affrescate con zoccolatura nera, pannelli centrali in rosso e nero e zona superiore in bianco: in particolare, nella parte centrale delle quattro pareti erano affrescati quattro quadretti di scene mitologiche, di cui solo due conservati: quello sul lato ovest raffigura Dioniso che versa del vino ad una tigre e sul lato est una Menade.

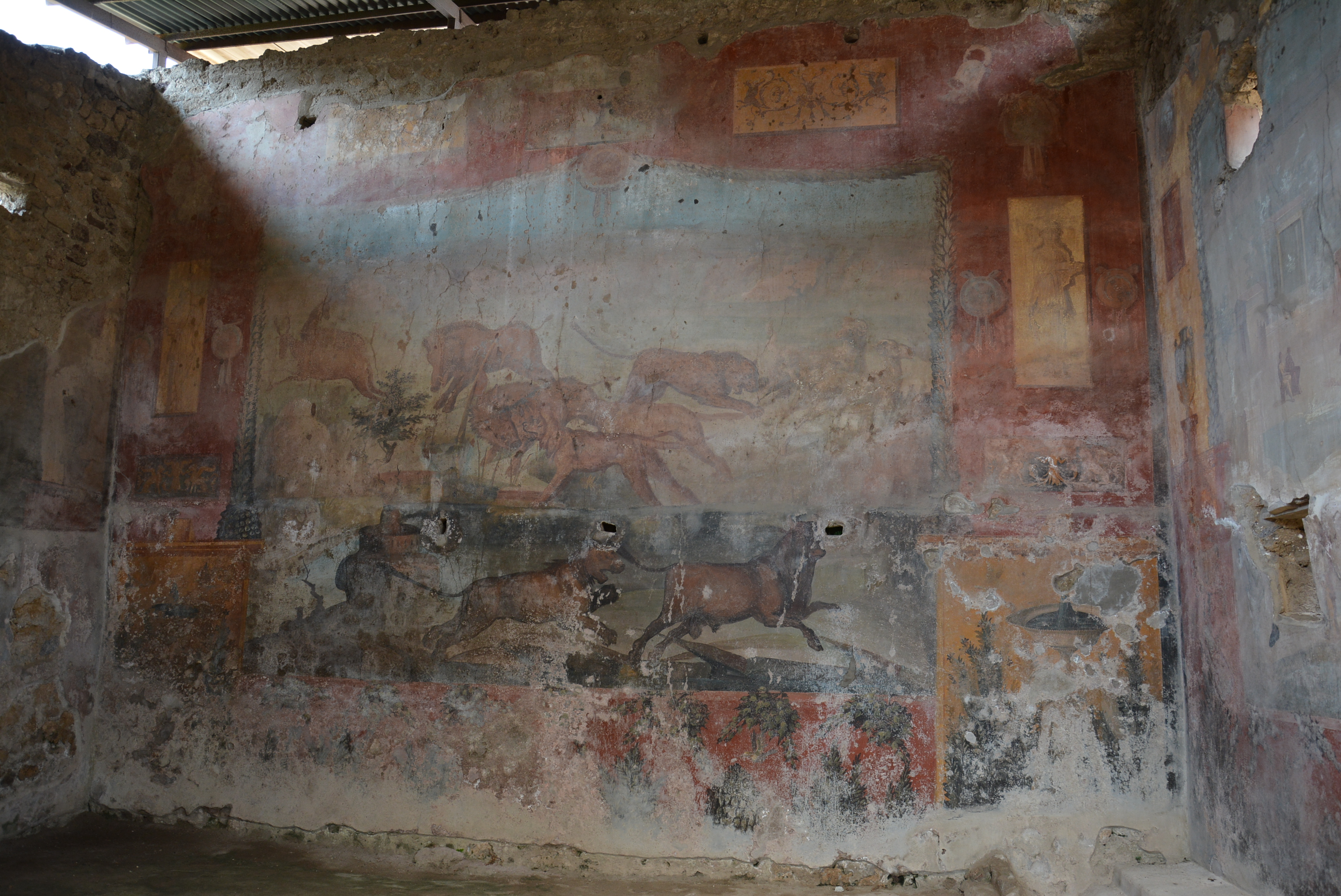
Affresco di scene di caccia

Tra il triclinio ed il tablino, un breve corridoio, le cui pareti sono in nero con affreschi di nature morte, congiunge l'atrio con il giardino: questo è preceduto da un ambulacro decorato con pannelli neri arricchiti con raffigurazioni di elementi vegetali; sul suo lato sinistro si apre un piccolo ambiente utilizzato come ripostiglio, mentre sul lato destro, sono presenti altre tre stanze, una adibita ad oecus, con pareti affrescate con zoccolatura in nero, zona mediana in bianco e rosso e parte superiore bianca con elementi architettonici, ghirlande e fasce ornamentali, e le altre due, semplicemente intonacate, erano anch'esse adibite a ripostiglio. Il giardino, al cui interno è stato ritrovato lo scheletro di una tartaruga, è caratterizzato da un canale con alle estremità due fontane, una raffigurante una ninfa, l'altra una sfinge: lungo la parete di fondo sono affrescate scene di caccia, mentre lungo le due pareti laterali paesaggi nilotici, in particolare quella sinistra con pigmei con combattono contro ippopotami e coccodrilli e il trasporto di anfore su una nave e quella a destra con edifici sacri dalla classica architettura egizia; nei pressi di una finestra è ritratto sulla destra una viandante con cappuccio e sulla sinistra un quadretto con uva e mele, mentre vicino ad una finestra più piccola un Priapo itifallico: sparsi per l'ambiente sono stati ritrovati numerosi graffiti. La casa disponeva anche di un piano superiore, che si sviluppava lungo la facciata ed in parte crollato a seguito dell'eruzione: questo era adibito al personale.